# 本傑明阿塞瓦爾

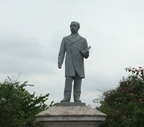

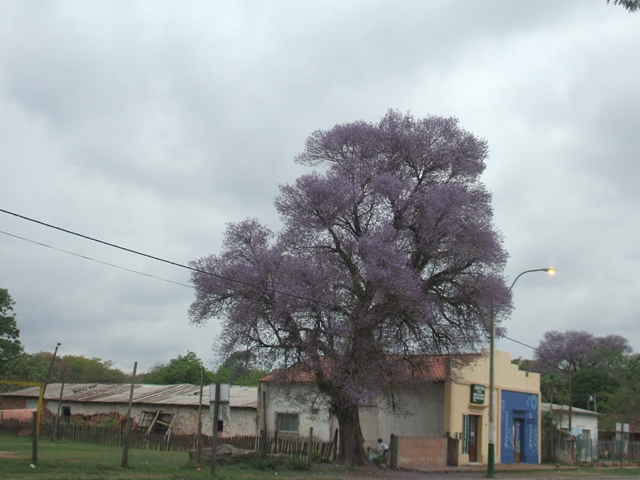

本傑明阿塞瓦爾（西班牙語：Benjamín Aceval），是巴拉圭的城鎮，位於該國中西部，由阿耶斯總統省負責管轄，距離亞松森42公里，面積11,960平方公里，海拔高度66米，2002年人口16,248，人口密度每平方公里1.36人。